# Рекіць (Горж)
Рекіць, Рекіці (рум. Răchiți) — село у повіті Горж в Румунії. Входить до складу комуни Рунку.
Село розташоване на відстані 243 км на захід від Бухареста, 11 км на північний захід від Тиргу-Жіу, 100 км на північний захід від Крайови.

## Населення
За даними перепису населення 2002 року у селі проживали 340 осіб, усі — румуни. Усі жителі села рідною мовою назвали румунську.